# Zoja Barancevič
Zoja Fёdorovna Barancevič (Mosca, 7 aprile 1896 – Mosca, 11 dicembre 1952) è stata un'attrice russa.

## Filmografia parziale

### Attrice
- Anna Karenina (Анна Каренина), regia di Vladimir Gardin (1914)
- Zagadočnij mir (Загадочный мир), regia di Evgenij Bauėr (1916)
- Revoljucioner (Революционер), regia di Evgenij Bauėr - cortometraggio (1917)
- Campane a martello (Nabat), regia di Evgenij Bauėr (1917)